# Frank Yallop
Frank Walter Yallop ( Watford, Inglaterra, 4 de Abril de 1964), mais conhecido como Frank Yallop,  é um ex-futebolista e atual técnico de futebol. Atualmente dirige o Chicago Fire

## Carreira
Apesar de nascido na Inglaterra, Yallop foi criado na cidade canadense de Vancouver. Assinou, em 1983, aos 19 anos, um contrato com a equipe inglesa Ipswich Town onde jogou até 1996 realizando 385 partidas e marcando 9 gols. Foi campeão da segunda divisão inglesa na temporada 1991-1992. Em 1995, jogou no Blackpool por empréstimo. Em 1996, transferiu-se para a equipe estadunidense Tampa Bay Mutiny (atualmente extinta), onde ganhou a MLS Supporters' Shield no mesmo ano e lá encerrou a carreira de jogador em 1998 e defendeu como jogador a Seleção do Canadá em 52 partidas.
No ano de 1998, Yallop começou sua carreira de técnico no próprio Tampa Bay Mutiny como assistente. Foi também como assitente que trabalhou no DC United em 2000. Em 2001, finalmente assumiu a função de técnico no San Jose Earthquakes (atual Houston Dynamo) e, no mesmo ano, venceu a MLS Cup. Venceu novamente a MLS Cup em 2003 e, em 2004, recebeu um convite para treinar a Seleção do Canadá, de onde saiu para trabalhar no Los Angeles Galaxy, em 7 de junho de 2006. Em 28 de agosto de 2007, na véspera da decisão da Superliga, correu um boato que dizia que por um desentendimento com o principal astro da equipe, o britânico David Beckham, teria sido demitido, mas tudo não passou mesmo de um boato. Porém, em 5 de novembro, veio a confirmação oficial: Yallop saiu oficialmente do Los Angeles Galaxy e voltou a dirigir o San José Earthquakes, que voltou a disputar MLS a partir de 2008. Em 31 de outubro de 2013 foi anunciado como novo técnico do Chicago Fire.

## Títulos

### Jogador
- Ipswich Town: Campeonato Inglês -2º divisão - 1991-92
- Tampa Bay Mutiny: MLS Supporters' Shield - 1996

### Técnico
- San José Earthquakes: MLS Cup - 2001, 2003

## Curiosidades
- Em sua passagem pelo San José Earthquakes, Yallop revelou para o futebol o maior jogador estadunidense da atualidade, Landon Donovan.
- Como técnico da Seleção do Canadá, Yallop teve a seguinte campanha: 8 vitórias, 9 empates e 3 derrotas, considerado um recorde para os padrões canadenses.
- Em 2001, a MLS elegeu Yallop o Técnico do Ano, em reconhecimento ao seu trabalho que lhe rendeu o título da MLS Cup.